# Tribulus excrucians
Tribulus excrucians là một loài thực vật có hoa trong họ Zygophyllaceae. Loài này được Wawra miêu tả khoa học đầu tiên năm 1860.